# 暴雪鹱
暴雪鹱（学名：Fulmarus glacialis），又名管鼻鸌，为鹱科暴雪鹱属的鸟类。
是一種數量非常多的海鳥，主要分布於北大西洋和北太平洋的副極地氣候地區。在南半球有一次確定的觀測記錄，曾在新西蘭南部發現過一隻鳥。暴雪鸌有兩種顏色型態：一種是淡色型，具有白色的頭和身體以及灰色的翅膀和尾巴；另一種是深色型，則是全身均為灰色。雖然外觀上與海鷗相似，但實際上暴雪鸌屬於鸌科。
北方暴雪鸌及其姐妹物種南方暴雪鸌 （Fulmarus glacialoides） 是現存的暴雪鸌屬（Fulmarus）的成員。暴雪鸌屬於鸌形目，它們都有一些特徵。首先，它們的鼻腔連接到上喙，稱為管鼻；然而，信天翁的鼻孔在喙的兩側，而暴雪鸌和其他鸌形目成員的鼻孔在上喙的頂部。鸌形目的喙也很獨特，分為七到九塊角質板。其中一塊構成上喙的鉤部分，稱為上頜鉤。它們會產生由蠟酯和甘油三酯組成的胃油，存儲在前胃中。這種油可以從它們的嘴裡噴出來，從幼雛起就用於防禦掠食者，以及作為雛鳥和成鳥長途飛行時的能量來源。這種油會使掠食者的羽毛糾結，可能導致其死亡。最後，它們還有一個位於鼻腔上方的鹽腺，幫助去體內由於大量飲用海水而攝入的鹽分。這個腺體會從它們的鼻子排出高濃度的鹽溶液。
暴雪鸌最早由卡爾·林奈於1761年描述，基於從北極圈內斯匹次卑爾根獲得的一個標本。格陵蘭東北部的Mallemuk山以北方暴雪鸌（丹麥語：Mallemuk）命名。

## 分類
北方暴雪鸌由瑞典博物學家卡爾·林奈於1761年在其第二版書中正式描述。他將其與其他海燕一起歸入屬，並創造了二名法名稱。林奈主要基於德國博物學家弗里德里希·馬滕斯1675年在其斯匹次卑爾根航行記錄中描述和插圖的"Mallemucke"來進行描述。北方暴雪鸌現在被歸入由英國博物學家詹姆斯·斯蒂芬斯於1826年引入的屬中。這個屬名來自古諾斯語 Fúlmár，意思是"臭鷗"，因為這些鳥會噴出臭味的油。特定名稱是拉丁語，意為"冰冷的"。

## 分佈
分布於北大西洋、北太平洋，英國蘇格蘭的聖基爾達島是暴雪鸌在歐洲最大的棲息地。曾偶見於中国大陆的東北沿海。多生活於沿海峭壁的空穴中以及岩石性小岛。该物种的模式产地在北极圈内。

## 亚种
認可三個亞種：
- F. g. glacialis （林奈, 1761） – 指名亞種, 繁殖於北大西洋的高北極地區
- F. g. auduboni （Bonaparte, 1857） – 繁殖於北大西洋的低北極和北方針葉林生態系統地區
- F. g. rodgersii （Cassin, 1862） – 分布於北太平洋以及中国大陆的曾偶见於东北沿海等地。该物种的模式产地在北太平洋。[14]繁殖於西伯利亞東部和阿拉斯加半島沿岸

## 描述

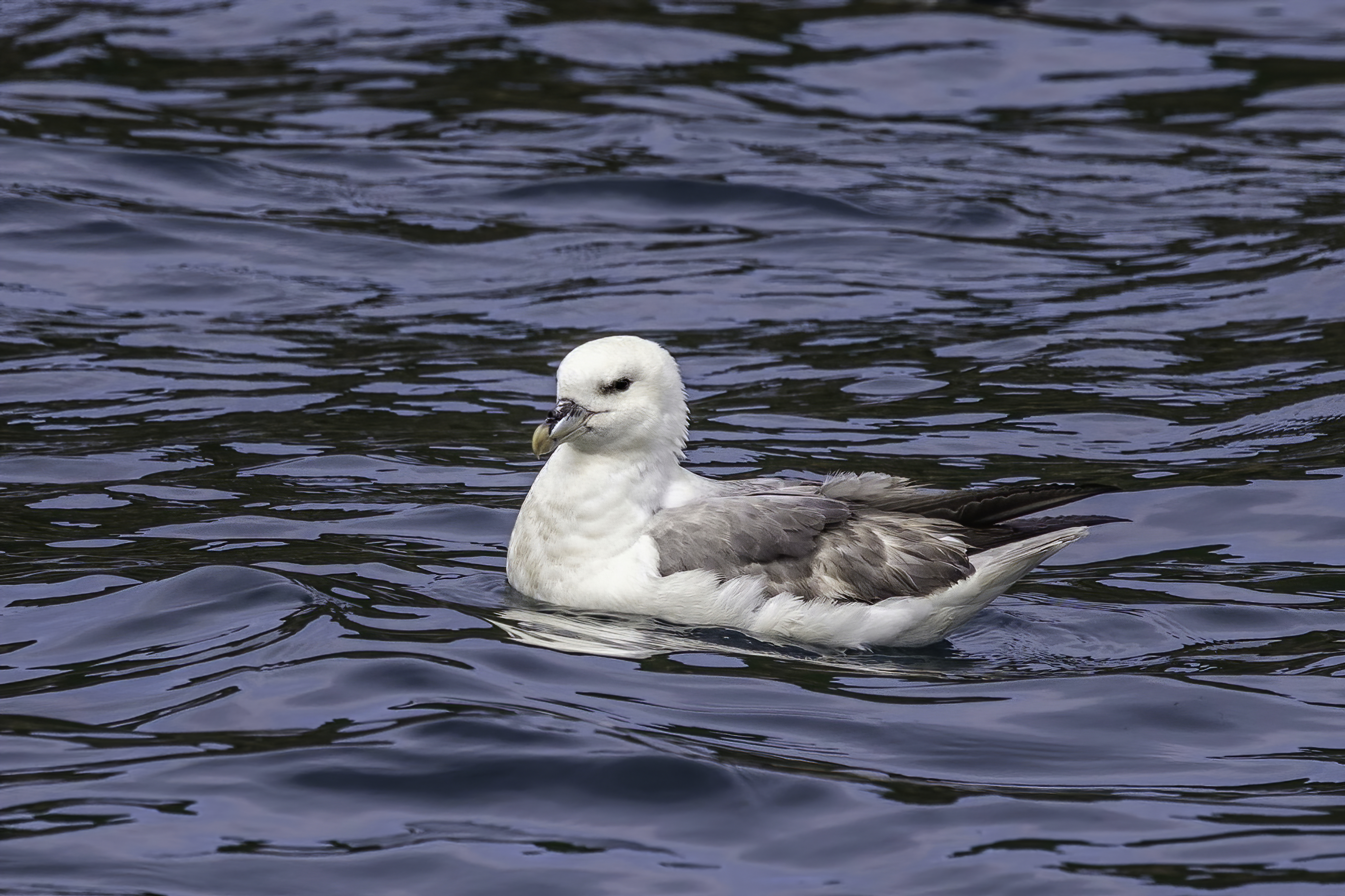
斯科默島上的暴雪鸌

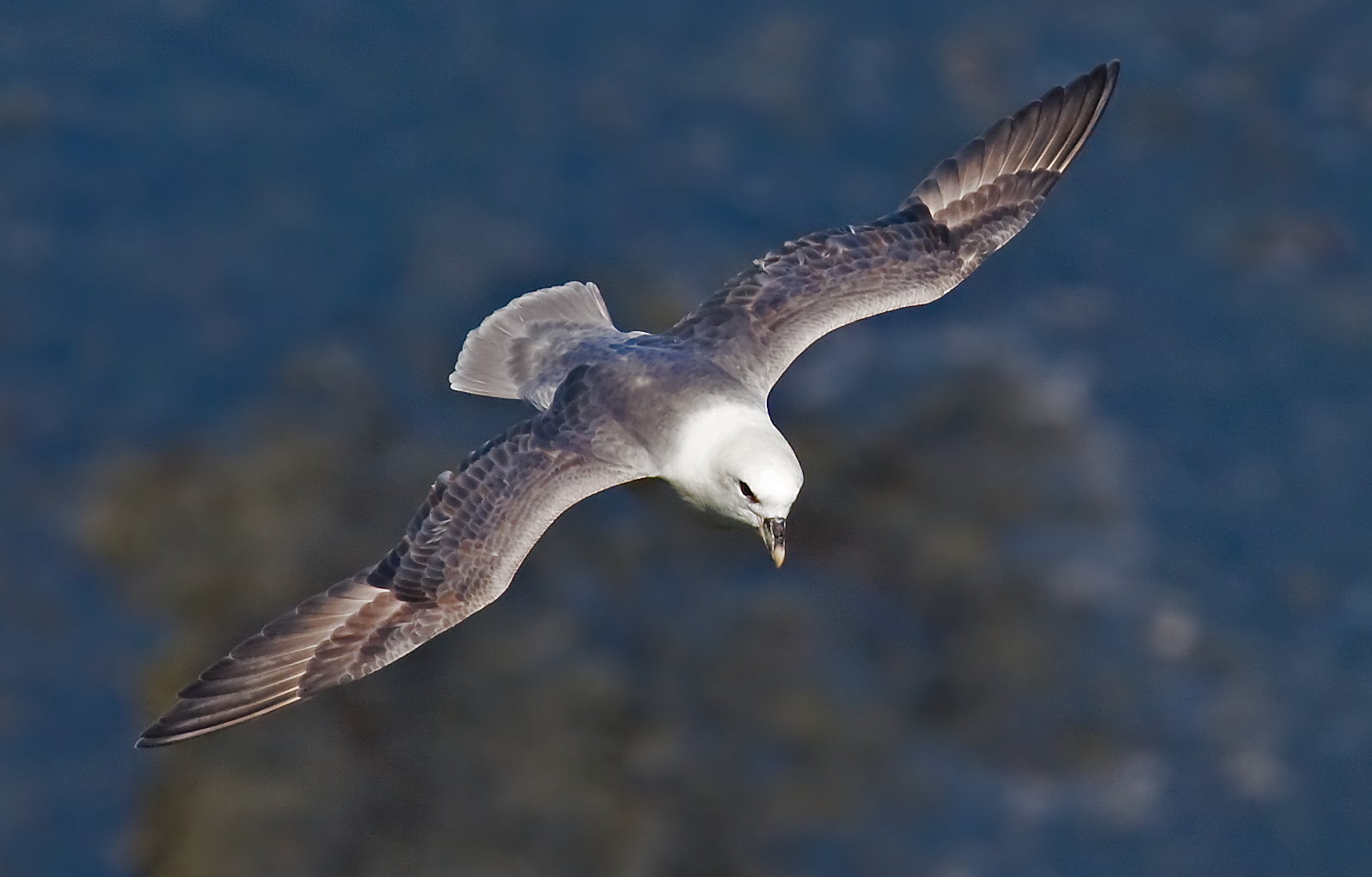
Fulmarus glacialis auduboni 黑爾戈蘭島，德國

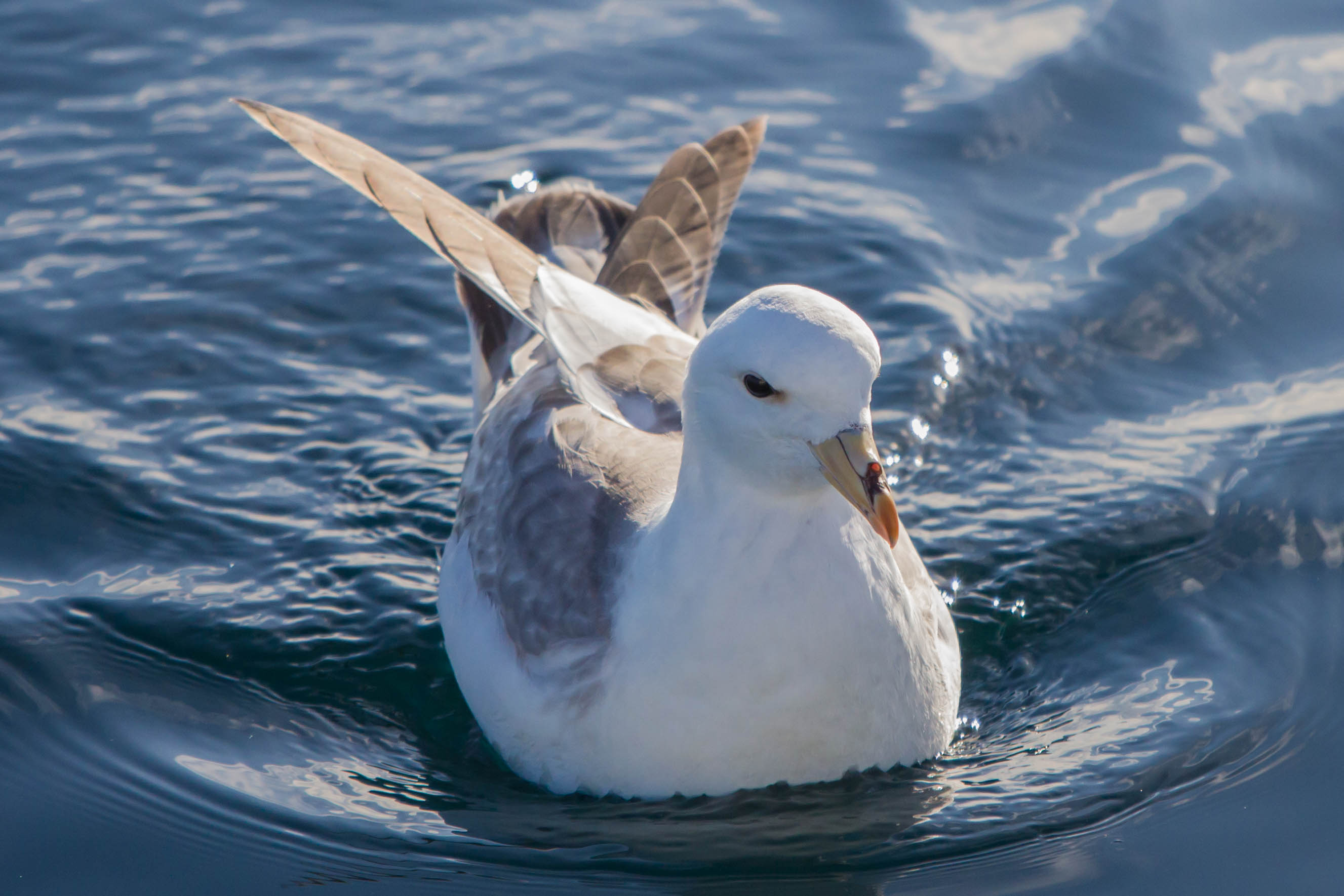
Fulmarus glacialis rodgersii 莫羅灣，加州

北方暴雪鸌的翼展為102至112 cm（40—44英寸），長度為46 cm（18英寸）。體重範圍為450至1,000 g（16至35 oz）。該物種的顏色為灰白相間，具有淡黃色的粗壯喙和藍色的腿。但是，除了淡色型和深色（或"藍色"）型態外，在太平洋還有一種中間型態。只有深色型態的下方有更多的深色邊緣，但它們的翅膀頂部都有淺色的內部初級飛羽。太平洋型態的尾巴比大西洋型態的顏色更深。
像其他海燕一樣，它們的步行能力有限，但它們是強壯的飛行者，飛行時的翅膀動作很僵硬，與海鷗大不相同。它們看起來比海鷗脖子粗壯，喙短而粗。它們的壽命很長，壽命達31年並不少見。
| 地點                           | 繁殖種群              | 冬季種群                | 繁殖趨勢 |
| ------------------------------ | --------------------- | ----------------------- | -------- |
| 法羅群島                       | 600,000對             | 500,000–3,000,000個體   | 穩定     |
| 格陵蘭                         | 120,000–200,000對     | 10,000–100,000個體      | 穩定     |
| 法國                           | 1,300–1,350對         | 100–500個體             | 增加     |
| 德國                           | 102對                 |                         | 增加     |
| 冰島                           | 1,000,000–2,000,000對 | 1,000,000—5,000,000個體 | 減少     |
| 愛爾蘭                         | 33,000對              |                         | 增加     |
| 丹麥                           | 2對                   | 200–300個體             | 增加     |
| 挪威                           | 7,000–8,000對         |                         | 增加     |
| 斯瓦爾巴                       | 500,000–1,000,000對   |                         | 增加     |
| 俄羅斯（歐洲）                 | 1,000–2,500對         |                         |          |
| 英國                           | 506,000對             |                         |          |
| 加拿大、俄羅斯（亞洲）、和美國 | 2,600,000–4,200,000對 |                         |          |
| 總計（成鳥個體）               | 15,000,000–30,000,000 |                         | 增加     |

## 行為

### 覓食
這種暴雪鸌會以蝦、魚、魷魚、浮游生物、水母和腐肉以及廢物為食。當吃魚時，它們會潛入幾英尺深處捕獲獵物。

### 繁殖

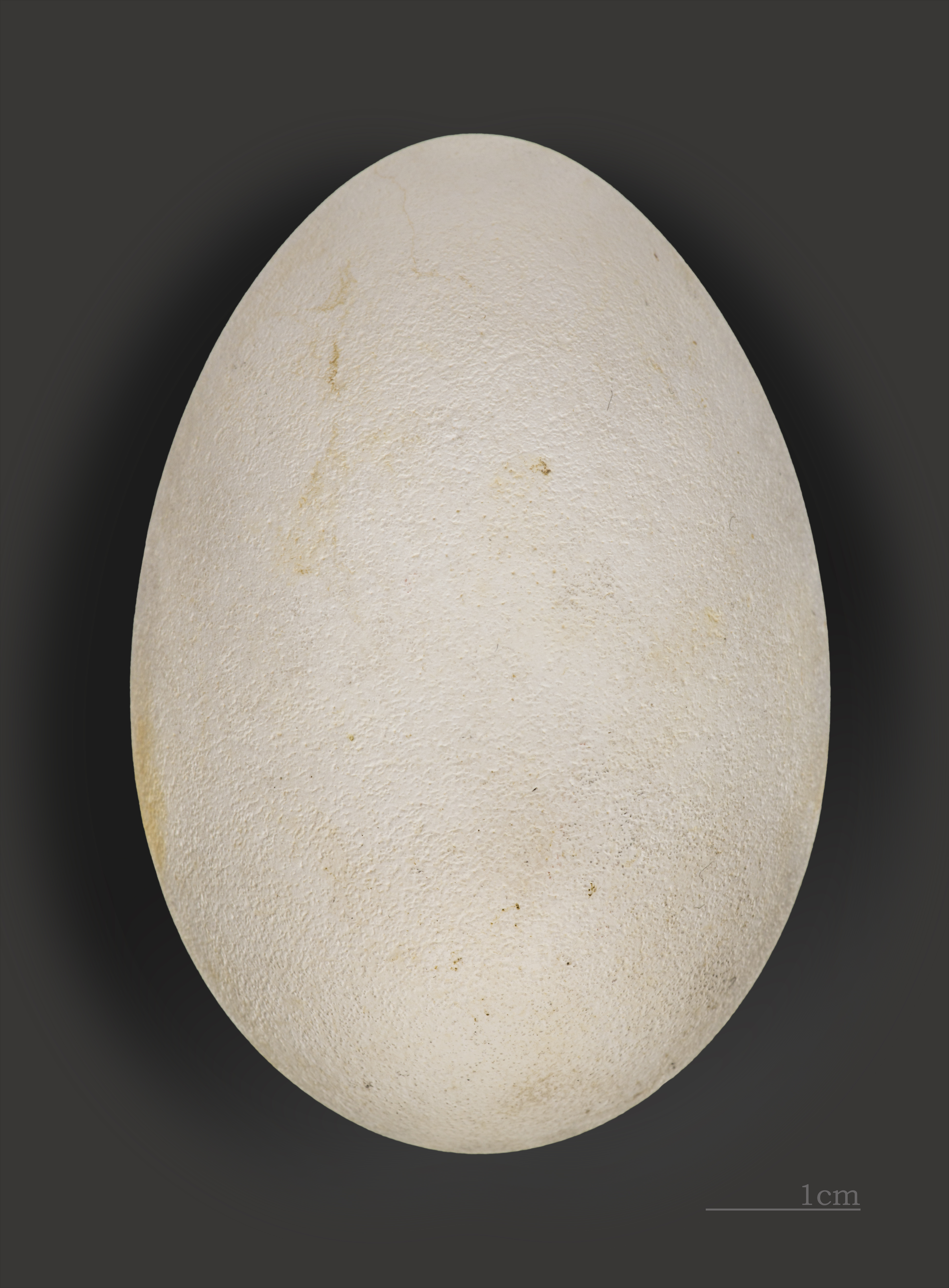
暴雪鸌的蛋

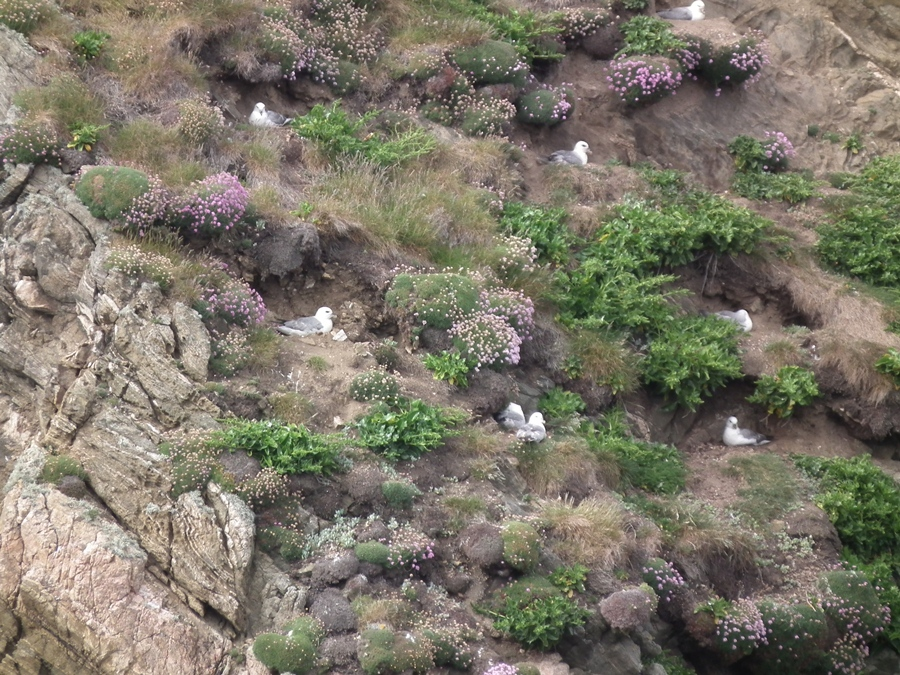
在愛爾蘭梅奧郡築巢的暴雪鸌

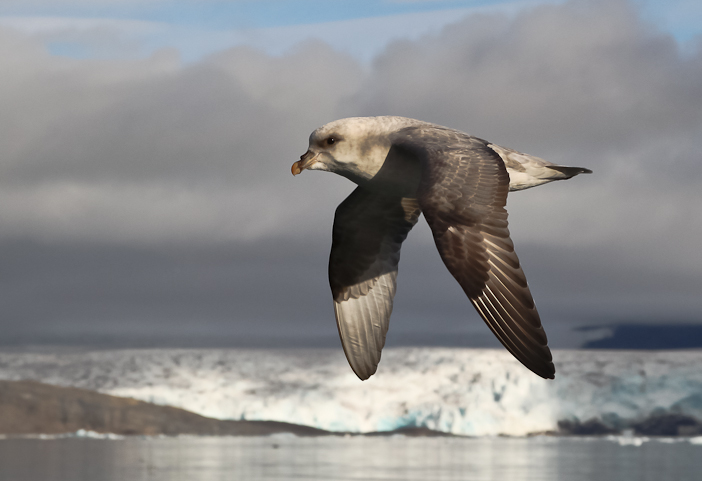
飛行中的暴雪鸌, Kongsfjord, 新奧勒松, 斯瓦爾巴群島

北方暴雪鸌在6至12歲之間開始繁殖。它們是一夫一妻制，形成長期的配偶關係。每年都會回到同一個巢址。繁殖季節從5月開始；但是，雌鳥有儲存精子的腺體，允許交配和產卵之間間隔數周。在繁殖季節，成年暴雪鸌通常保持在距離繁殖地500公里內，而不是在尋找食物時旅行數千公里。它們的巢是一個位於草地上的簡陋巢穴或地上植被整理出的碟狀物，內襯較軟的材料。這些鳥會在大型鳥類聚落築巢。近來，它們開始在屋頂和建築物上築巢。雌雄都會參與築巢過程。一顆白色的鳥蛋，74 mm × 51 mm（2.9英寸 × 2.0英寸），由雙方孵化50至54天。晚熟雛鳥會被餵養2週，70至75天後完全換羽。同樣的，雌雄雙方都參與。在這期間，親鳥是夜行性的，即使在光線充足的夜晚也不會活動。

### 社會行為
這種暴雪鸌的求愛儀式是雌鳥在一個岩架上休息，雄鳥落下來時嘴巴張開，頭向後仰。他開始左右和上下搖頭，同時叫喚。
在覓食時，它們會發出咕嚕聲和咯咯聲，在繁殖季節則會發出喉音。

## 保護
北方暴雪鸌估計有15,000,000至30,000,000成熟個體，佔據了28,400,000 km2（11,000,000 sq mi）的分佈範圍，其北美的種群數量正在上升，因此被國際自然保護聯盟列為無危物種。上個世紀，由於商業捕撈漁業提供的魚內臟可供食用，這些物種的分佈範圍大大擴大，但數量可能會因為這一食物來源減少和氣候變化而縮減。在不列顛群島，種群的增加尤為顯著。

## 人為影響
北方暴雪鸌的胃內容物是海洋垃圾在海洋環境中一個顯著指標，因為它們的數量多且分佈廣泛。2008年至2013年對143只北方暴雪鸌的研究發現，89.5%的鳥胃中含有微塑膠。計算出的平均數為每隻鳥19.5塊塑膠和0.461克。這比過去對北方暴雪鸌的研究高得多，可能意味著海洋生態系統和海岸線中的塑膠垃圾增加。然而，仍需更多研究來證實這一結論。來自荷蘭的長期數據顯示，自1980年代以來，暴雪鸌胃中的消費性塑膠增加，工業塑膠減少。塑膠攝入增加可能是通過生物放大作用發生的：它們的食物包括像浮游生物這樣的無脊椎動物，這些動物顯示出進入海洋的微塑膠增加。深入海洋生物的食物鏈，可以明顯看出，暴雪鸌可能通過營養轉移和生物放大間接受到影響，類似地，它們的捕食者也可能因攝入塑膠污染而受到影響。隨著淡水塑料垃圾污染的增加，海鳥胃中的微塑膠含量可能進一步上升。

## 來源
- BirdLife International.  (PDF). 2004  [17 July 2009]. （原始内容 (PDF)存档于3 January 2009）.
- BirdLife International. . BirdLife Species Factsheet. 2009a  [17 July 2009]. （原始内容存档于2009-01-04）.
- BirdLife International. . 2009b.
- Bull, John; Farrand, John Jr. . Opper, Jane  (编). . The Audubon Society Field Guide Series. Birds (Eastern Region) 1st. New York, NY: Alfred A. Knopf. June 1993: 314 [1977]. ISBN 0-394-41405-5.
- del Hoyo, Joseph (编).  1. 1992. ISBN 84-87334-10-5.
- Double, M.C. . Hutchins, Michael; Jackson, Jerome A.; Bock, Walter J.; Olendorf, Donna  (编). . 8 Birds I Tinamous and Ratites to Hoatzins 2nd. Farmington Hills, MI: Gale Group: 107–111. 2003. ISBN 0-7876-5784-0.
- Dunn, Jon L.; Alderfer, Jonathan. . Levitt, Barbara  (编).  fifth. Washington D.C.: National Geographic Society. 2006: 82. ISBN 978-1426208287.
- Ehrlich, Paul R.; Dobkin, David, S.; Wheye, Darryl.  First. New York, NY: Simon & Schuster. 1988: 14, 29–31. ISBN 0-671-65989-8.
- Floyd, Ted. . Hess, Paul; Scott, George  (编).  First. New York, NY: HarperCollins Publishers. 2008: 82. ISBN 978-0-06-112040-4.
- Harrison, C.; Greensmith, A. . Bunting, E.  (编). . New York, NY: Dorling Kindersley. 1993: 50. ISBN 1-56458-295-7.
- Maynard, B.J. . Hutchins, Michael; Jackson, Jerome A.; Bock, Walter J.; Olendorf, Donna  (编). . 8 Birds I Tinamous and Ratites to Hoatzins 2nd. Farmington Hills, MI: Gale Group: 123–133. 2003. ISBN 0-7876-5784-0.
- Peterson, Roger T. . . Peterson Field Guide 2 Second. Boston, MA: Houghton Mifflin. 1961 [1941]. ISBN 0-395-13692-X.
- Sibley, David A. .  First. New York, NY: Alfred A. Knopf. 2000: 32. ISBN 0-679-45122-6.
- Strøm, Hallvard. . Norwegian Polar Institute. 2011. （原始内容存档于2012-09-14）.
- Udvarty, Miklos D.F.; Farrand, John Jr. Locke, Edie , 编. . National Audubon Field Guide Series. Birds (Western Region) First. New York, NY: Alfred A. Knopf. 1994: 358–359 [1977]. ISBN 0-679-42851-8.